# Elecciones legislativas de Ecuador de 1932
Las elecciones legislativas de Ecuador de 1932 se celebraron ese año para renovar a la Cámara de Diputados y del Senado de Ecuador. 
Se eligieron 88 legisladores. necesitando 45 votos para la mayoría del congreso en pleno. 
Acorde a la normativa de la época, los legisladores eran electos por nominación libre de los electores, sin auspicio partidista o limitaciones por provincia, por lo que en ocasiones un legislador era electo por varias provincias o para ambas cámaras. 

## Senadores
32 senadores, 17 votos para mayoría de la Cámara del Senado

### Provinciales
16 senadores provinciales
| Provincia  | Senador                         |
| ---------- | ------------------------------- |
| Carchi     | Ricardo del Hierro Herboso      |
| Imbabura   | Cristobal Tobar Subia           |
| Pichincha  | Manuel Adrian Navarro Gardin    |
| León       | Alberto Donoso Mancheno         |
| Tungurahua | Alfredo Coloma Baquero          |
| Chimborazo | Enrique Barriga Larrea          |
| Bolívar    | Luis Ezequiel Vela Vela         |
| Cañar      | Miguel Heredia Crespo           |
| Azuay      | Daniel Cordova Toral            |
| Loja       | Luis Arias Valdivieso           |
| El Oro     | Ismael Pérez Pazmiño            |
| Guayas     | Adolfo Gómez Santistevan        |
| Los Ríos   | Efren Icaza Moreno              |
| Manabí     | Gonzalo Saenz Vera              |
| Esmeraldas | José Vicente Trujillo Gutiérrez |
| Oriente    | Luis Calisto Mestanza           |

### Funcionales
16 senadores funcionales
| Función                           | Senador                     |
| --------------------------------- | --------------------------- |
| Universidades                     | Carlos Arroyo del Río       |
| Profesorado Secundario y Especial | Luis Francisco Veloz Jurado |
| Profesorado Primario y Normal     | Emilio Uzcátegui Garcia     |
| Profesorado Primario y Normal     | Manuel Utreras Gomez        |
| Periodismo y Academias            | Pablo Hannibal Vela Eguez   |
| Agricultura del Litoral           | Alberto Guerrero Martínez   |
| Agricultura del Interior          | Juan Espinosa Acevedo       |
| Comercio del Litoral              | Eloy Alfredo Loor Velásquez |
| Comercio del Interior             | Alberto Acosta Soberón      |
| Industria                         | Fernando Pérez Pallares     |
| Obrerismo del Litoral             | Rosendo Naula Montanero     |
| Obrerismo del Interior            | Luis Antonio Páez           |
| Campesinos del Litoral            | Adolfo Gómez Santistevan    |
| Campesinos del Interior           | Federico Páez Chiriboga     |
| Institución Militar               | Carlos A. Guerrero Cruz     |
| Tutela y Defensa de la Raza India | Fidel López Arteta          |

## Diputados
56 diputados, 29 votos para mayoría de la Cámara de Diputados.
| Provincia       | Diputado                     |
| --------------- | ---------------------------- |
| Carchi          | Manuel Jesús Bastidas        |
| Carchi          | Luis Felipe Grijalva Guerron |
| Carchi          | Rosalino Guerrón             |
| Imbabura        | Cristóbal Tobar Subía        |
| Imbabura        | Joaquin Davila G.            |
| Imbabura        | Isaac J. Barrera Quiroz      |
| Pichincha       | José María Velasco Ibarra    |
| Pichincha       | Guillermo Ramos Salazar      |
| Pichincha       | Hugo Moncayo Veloz           |
| Pichincha       | Segundo Daniel Cisneros      |
| Pichincha       | Francisco Guarderas Perez    |
| León            | Camilo Gallegos Toledo       |
| León            | Luis Anibal Vega             |
| León            | Wenceslao Vasconez Cuvi      |
| Tungurahua      | Alfredo Albornoz Ruiz        |
| Tungurahua      | Jorge Montero Vela           |
| Tungurahua      | Miguel Angel Chiriboga       |
| Chimborazo      | Gonzalo Dominguez B.         |
| Chimborazo      | Luis Cordovez Borja          |
| Chimborazo      | Julio Teodoro Salem Gallegos |
| Chimborazo      | Carlos Muirragui Donoso      |
| Bolívar         | Alfredo Silva del Pozo       |
| Bolívar         | Humberto del Pozo Saltos     |
| Bolívar         | Jaime Chavez Ramirez         |
| Cañar           | Januario Palacios Orellana   |
| Cañar           | Rosendo Lopez Diez           |
| Cañar           | Jose Alberto Aguilar Moscoso |
| Azuay           | Antonio Borrero Vega         |
| Azuay           | Antonio A. Barzallo Riofrio  |
| Azuay           | Agustin Cuesta Vintimilla    |
| Azuay           | Emilio Murillo Ordoñez       |
| Azuay           | Juan Jose Montesinos Chica   |
| Loja            | Enrique Aguirre Bustamante   |
| Loja            | Juan Maldonado Paz           |
| Loja            | Alberto Burneo Peña          |
| Loja            | Eduardo Mora Moreno          |
| El Oro          | Manuel Maria Romero Sanchez  |
| El Oro          | Colon Serrano Murillo        |
| El Oro          | Jose Ugarte Fajardo          |
| Guayas          | Fausto Navarro Allende       |
| Guayas          | Arsenio Espinosa Smith       |
| Guayas          | Pablo D. Terán Lascano       |
| Guayas          | Leopoldo Izquieta Perez      |
| Guayas          | Marco A. Plaza Sotomayor     |
| Los Ríos        | Efren Icaza Moreno           |
| Los Ríos        | Antonio Sanchez Granados     |
| Los Ríos        | Juan Montalvan Cornejo       |
| Manabí          | Medardo A. Cevallos Mieles   |
| Manabí          | Atanasio Santos Chavez       |
| Manabí          | Rosendo Santos Chavez        |
| Manabí          | Marcos Uscocovich Beuta      |
| Esmeraldas      | Cesar Concha Andrade         |
| Esmeraldas      | Alberto Andrade Cevallos     |
| Esmeraldas      | Juan Antonio Checa Drouet    |
| Santiago Zamora | Aurelio Davila Grijalva      |
| Napo Pastaza    | Rafael Alvarado              |

Fuente: